# 미하일 스베츠니코프
미하일 스테파노비치 스베츠니코프( Михаил Степанович Свечников: 1882년 9월 30일 - 1938년 8월 26일)는 러시아의 군인이다. 러시아 제국 육군 및 소련 노농 적군에서 장교로 활동했다. 1918년 핀란드 내전 때 핀란드 적위대를 지휘한 것으로 유명하다.
제국군에서 나온 뒤 스베츠니코프는 1917년 러시아 혁명에 참여했고, 1918년 적핀란드의 군사 고문을 지냈다. 1918년 2월에는 잠시 북부전선 총사령관을 맡기도 했다. 스베츠니코프는 핀란드 적위대에 참여한 러시아인 군인 중 최선임 장교였다.
핀란드 내전이 적군의 패배로 끝난 뒤, 스베츠니코프는 러시아 내전에 참전해 싸웠다. 1922년 이후로는 군사 교육자로 활동했으며, 1934년 프룬제 군사아카데미에 배속되었다. 1937년 "파시스트 음모" 혐의로 체포되어 모스크바 코무나르카 사격장에서 총살당했다. 1956년 스탈린이 죽은 뒤 복권되었다.